# Hypercompe contexta
Hypercompe contexta là một loài bướm đêm thuộc phân họ Arctiinae, họ Erebidae.